# Темушев, Степан Николаевич
Степан Никола́евич Те́мушев (бел. Сцяпан Мікалаевіч Цемушаў; 4 марта 1975, Бобруйск, Могилёвская область, БССР) — белорусский историк. Доктор исторических наук, профессор кафедры истории России и Украины Белорусского государственного университета, заведующий кафедрой истории Беларуси древнего времени и средних веков Белорусского государственного университета.
В область научных интересов входят политическая история славянских раннефеодальных государств, переходный период в развитии славян от родоплеменного к государственному строю, развитие политических институтов раннесредневековых обществ (государственная власть, налогово-данническая система). В 2003 году под руководством профессора О. А. Яновского защитил кандидатскую диссертацию на тему «Генезис и эволюция института верховной власти в славянских раннефеодальных государствах». В 2022 году защитил докторскую диссертацию на тему «Формирование государственных финансов Древней Руси (IX — первая половина XIII в.)». Автор более 200 работ.
Наряду с научными исследованиями занимается проблемами тестологии, является автором нескольких сборников тестовых заданий по истории для студентов и учащихся. Дважды лауреат Республиканской премии за лучшую научную работу студентов (1995, 1997).
Брат-близнец историка Виктора Темушева (1975—2011).

## Публикации

### Монографии
- Темушев С. Н. Образование Древнерусского государства / Карты В. Н. Темушева. — М.: Квадрига, 2014. — 208 с. — (Исторические исследования). — 600 экз. — ISBN 978-5-91791-133-5.
- Темушев С. Н. Налоги и дань в Древней Руси. — Минск: Изд-во БГУ, 2015. — 280 с. — ISBN 978-985-566-159-8.
- Темушев С. Н. Налоги и дань в Древней Руси. — М.: Квадрига, 2021. — 378 с. — (Исторические исследования). — 600 экз. — ISBN 978-5-91791-329-2.

### Учебные пособия
- Гісторыя Беларусі са старажытных часоў да сярэдзіны XIII ст.: вучэб. дапам. для 6-га кл. агульнаадукац. устаноў з беларус. мовай навучання / Г. В. Штыхаў, С. М. Цемушаў, В. У. Ракуць; пад рэд. Г. В. Штыхава, Ю. М. Бохана. — Мінск: Выд. цэнтр БДУ, 2009. — 143 с.: іл.
- История русской государственности и права (до октября 1917 г.): курс лекций / Д. В. Мазарчук, С. Н. Темушев. — Мн.: Эдит ВВ, 2007. — 392 с.
- Начало Руси: генезис государственности в источниках и исторической традиции / С. Н. Темушев. — Мн.: Изд-во БГУ, 2008. — 158 с.

### Научные публикации
- Княжеская власть и полюдье / С. Н. Темушев // Веснік Беларускага дзяржаўнага універсітэта. Серыя 3. — 2001. — № 1. — С. 9—14.
- Налогово-данническая система Древнерусского государства: современное понимание проблемы // Российские и славянские исследования: науч. сб. — Вып. 2. — Мн., 2007. — С. 106—114.
- Сравнительный анализ раннесредневековых институтов (на примере полюдья и вейцлы) // Проблемы методологии исследований истории Беларуси: материалы Международной научной конференции (Минск, 26−27 октября 2006 г.) / Нац. академия наук Беларуси, Институт истории; редкол.: А. А. Коваленя [и др.]. -Мн.: Белорусская наука, 2008. − С. 214—217.
- Литва и Русь: трансформация взаимоотношений от даннической зависимости к внешней экспансии (историография проблемы) // Studia Historica Orientalis = Исследования по истории Восточной Европы: науч. сб. — Вып. 3. — Минск: РИВШ, 2010. — С. 49—72.
- «Белая веверица от дыма»: к вопросу о предыстории формирования налогово-даннических отношений в Древней Руси // Веснік БДУ. Серыя 3. — 2011. — № 1. — С. 21—26.
- Дань в миниатюрах Радзивиловской летописи / С. Н. Темушев // Древняя Русь. Вопросы медиевистики. — 2015. — № 2 (60). — С. 5-22.